# Gymnometopina haasae
Gymnometopina haasae är en tvåvingeart som beskrevs av Allen L.Norrbom 1987. Gymnometopina haasae ingår i släktet Gymnometopina och familjen hoppflugor. Inga underarter finns listade i Catalogue of Life.